# アダム・ブライス
アダム・ブライス（Adam Blythe、1989年10月1日 - ）は、イギリス、シェフィールド出身の自転車競技（ロードレース）選手。

## 経歴
2009年、ロットの下部チームに加入。8月にサイレンス・ロットとスタジエール契約。
2010年、オメガファーマ・ロットに正式加入。
2012年、BMC・レーシングチームに移籍。バンシュ〜トゥルネ〜バンシュでロングスプリントを決めて優勝。
2014年、コンチネンタルチームのNFTOに移籍。
2015年、オリカ・グリーンエッジに移籍。
2016年、ティンコフに移籍。イギリス選手権でマーク・カヴェンディッシュを下して優勝。
2017年、アクア・ブルースポーツに移籍。
2019年、ロット・ソウダルに移籍。

## 主な戦績

### 2008年
- ツール・ド・ホンコンシャンハイ　区間優勝（第2,4ステージ）

### 2009年
- テュリンゲン・ルントファールト　区間優勝（第7ステージ）

### 2010年
- グランプリ・ド・フルミー　4位
- オムロープ・ファン・ヘット・ハウトラント　3位
- シルキュイ・フランコ＝ベルジュ　総合優勝（第1,3ステージ優勝）
- ナティオナル・スライティングスプライス　優勝

### 2011年
- ロンド・ファン・ドレンテ　総合4位
- フロット・プライス・スタット・ゾテヘム　3位
- ツール・ド・ワロニー＝ピカルド　総合7位

### 2012年
- ツアー・オブ・カタール　総合10位
- ハンドザム・クラシック　3位
- パリ〜コレーズ　区間優勝（第1ステージ）
- バンシュ〜トゥルネ〜バンシュ　優勝

### 2014年
- ライドロンドン・クラシック　優勝

### 2016年
- イギリス選手権　優勝（ロードレース）

### 2017年
- ノケル・クルス　2位
- ハンドザム・クラシック　2位

### 2018年
- Elfstedenronde　優勝

## 参照
アダム・ブライスのプロフィール - ProCyclingStats